# C.J. Hunter
C. J. Hunter (Cottrell J. Hunter, III) (14. prosince 1968 – 28. listopadu 2021) byl americký atlet, mistr světa ve vrhu koulí z roku 1999.

## Kariéra
V roce 1995 získal stříbrnou medaili na halovém mistrovství světa ve vrhu koulí v Barceloně. Na olympiádě v Atlantě o rok později skončil v soutěži koulařů sedmý. Při světovém šampionátu v Athénách v roce 1997 vybojoval bronzovou medaili. Největším úspěchem se pro něj stal titul mistra světa ve vrhu koulí v Seville v roce 1999.
V roce 1998 se oženil s americkou sprinterkou Marion Jonesovou, rozvedli se o čtyři roky později.

## Osobní rekordy
- hala – 21,44 m – 1999
- venku – 21,87 m – 2005